# Brinckochrysa guiana
Brinckochrysa guiana là một loài côn trùng trong họ Chrysopidae thuộc bộ Neuroptera. Loài này được Dong et al. miêu tả năm 2003.